# 니우타오섬

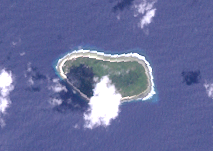
니우타오섬 위성사진

니우타오섬(Niutao)은 투발루 북부에 위치한 섬으로, 면적은 1.6km2, 인구는 663명(2002년 기준)이며 섬에서 가장 큰 마을은 쿨리아 마을(Kulia, 인구 224명)과 테아바 마을(Teava, 인구 439명)이다.
1949년 이 섬에 살고 있던 주민들이 니울라키타섬으로 이주했다. 섬 안에는 마네아파(Maneapa)라고 부르는 마을 회관 1곳과 런던 선교사 협회 소속 교회 1곳, 우체국 1곳이 있다.